# Ulva intestinalis
Ulva intestinalis es un alga verde en el filo Chlorophyta, del género Ulva (lechuga de mar). Hasta que fue reclasificado mediante estudios genéticos en la década del 2000, los miembros tubulares del género Ulva estaban ordenados en el género Enteromorpha.

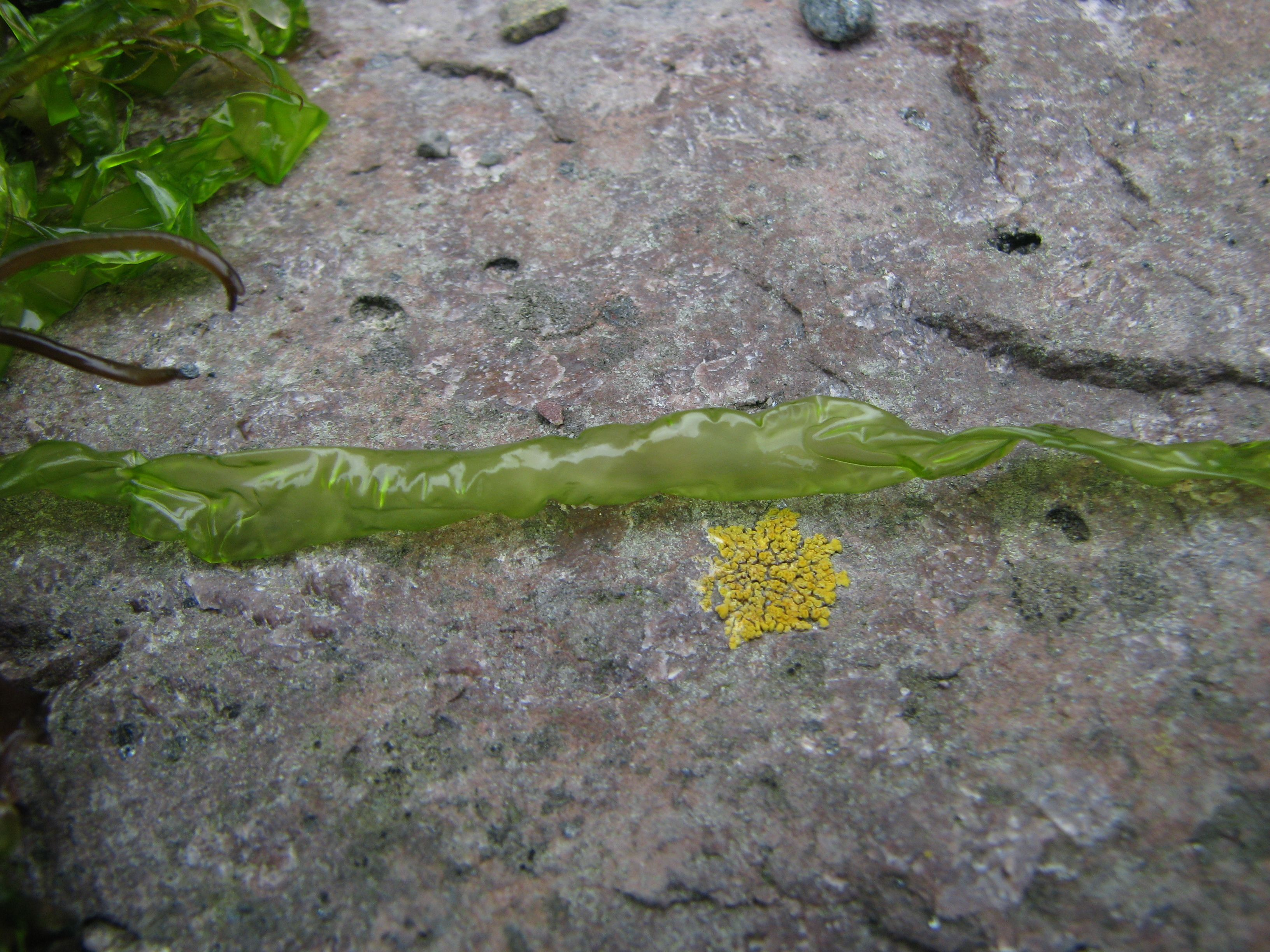

La especie es muy utilizada para preparar croquetas en las Azores.

## Distribución
Se la encuentra en el mar de Bering cerca de Alaska, las islas Aleutianas, Japón, Corea, México, Chile y Rusia. Además, se la puede encontrar en  Israel, y en Europa en las Azores, Bélgica, Dinamarca, Irlanda, Noruega, Polonia, y en los mares Báltico y Mediterráneo.

## Descripción
Las frondas de la especie pueden medir unos 10 a 30 cm de largo y unos 10 a 30 mm de ancho. Poseen extremos redondeados.
Es una especie anual, más frecuente en primavera y al inicio del verano, aunque crece durante todo el año, en especial en sitios donde existe escurrimiento de agua dulce, ya que prefiere zonas salobres de salinidad reducida. Ocurre en la zona intermareal, desde pozas pequeñas permanentes del supralitoral hasta profundidades de 7 a 9 m. También ha sido encontrada en ambientes de estuarios y fluviales donde la salinidad es muy reducida, en general asociada a situaciones de eutrofía.
Los filamentos están formados por células grandes, distribuidas en un gran conjunto irregular. El color verde muy claro, a veces blanquecino en el extremo de los filamentos expuestos al aire en las pozas costeras, hacen a esta alga conspicua, destacándose por su brillo, con respecto a las otras especies de algas. Los filamentos a menudo atrapan burbujas de gas, que les otorgan flotación.
Son algas eurihalinas filamentosas, de color verde claro brillante, formando tallos tubulares no ramificados. Crecen en la zona intermarea superior, sobre substrato rocoso consolidado al cual se fijan mediante filamentos rizoidais verde-oscuros, espesos y fibrosos.